# Bubullimë
Bubullimë là một xã trong quận Lushnjë thuộc hạt Fier, Albania. Dân số năm 2005 là 6450 người.